# Magnetopausa

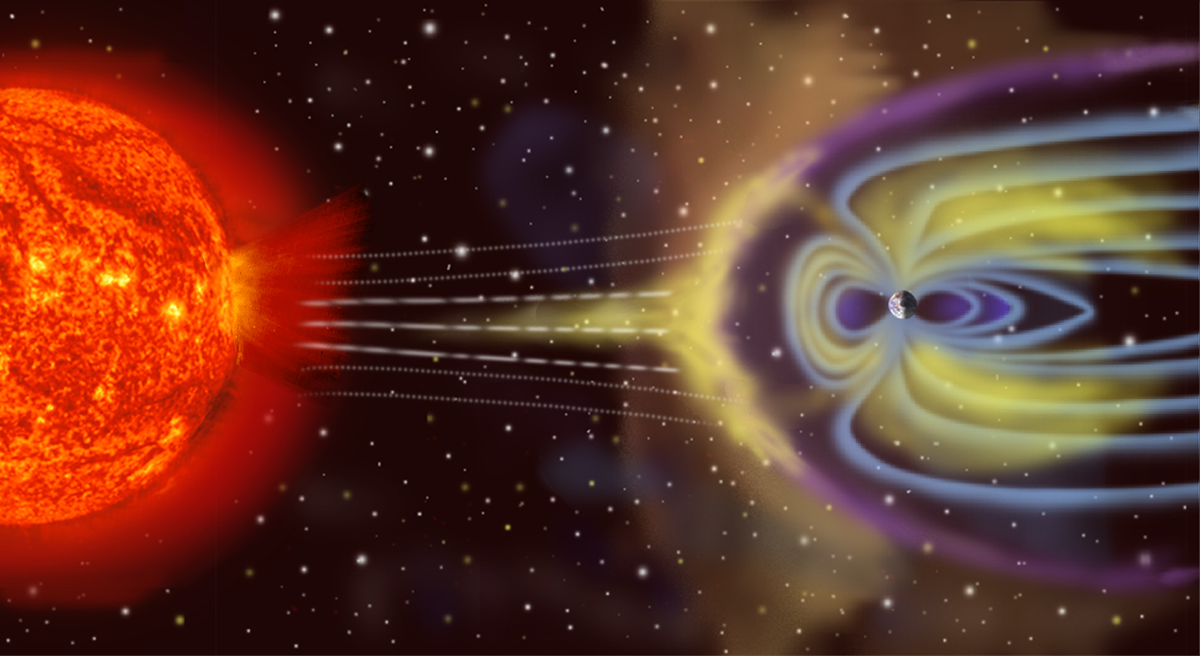
Visión artística de la magnetósfera de la Tierra.

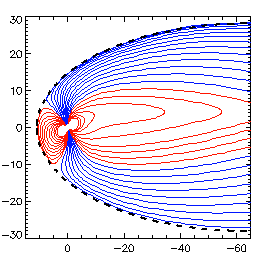
Diagrama de la NASA donde se ve la forma de bala de la magnetopausa (de puntos).

La magnetopausa es la frontera magnética entre el campo magnético o magnetosfera y el viento solar, hecho de plasma.
La frontera magnética entre el campo magnético terrestre y el viento solar, llamada magnetopausa, tiene un frente en forma de bala, que cambia progresivamente a un cilindro. Su corte transversal es aproximadamente circular.
En la magnetosfera las distancias se miden a menudo en radios terrestres (RE), siendo un radio terrestre de 6.371 km. En esas unidades, la distancia desde el centro de la Tierra al "morro" de la magnetosfera es de unos 10,5 RE y hasta los costados es de unos 15 RE, mientras que el radio de la lejana cola es de 25-30 RE. Por comparación, la distancia media a la Luna es de unos 60 RE.
Sin embargo, esas son solo distancias medias: la presión del viento solar aumenta y disminuye, y cuando lo hace la magnetopausa se contrae o se expande. Por ejemplo, cuando es golpeada la frontera por un flujo rápido procedente de una eyección de masa de la corona , empuja su "morro" hasta más allá de la órbita sincrónica a 6,6 RE (esto ocurre normalmente varias veces al año).
Aproximadamente a los 2RE por delante de la magnetopausa está el frente de choque permanente, como el que se forma por delante de una bala o de un avión supersónicos. Cuando ese viento solar cercano a la Tierra pasa por ese frente, se desacelera repentinamente y algo de su energía cinética se convierte en calor. Luego el viento acelera de nuevo y cuando alcanza los 100-200 RE más allá de la Tierra, no solo ha recuperado su velocidad, sino que también ha infiltrado la cola de la magnetosfera; cómo y dónde aún es objeto de una investigación activa.
¿Por qué el campo terrestre es un obstáculo para el viento solar?
Como se afirmó anteriormente (en la exposición sobre el viento solar), las líneas del campo magnético interplanetario (IMF) son transportadas junto al viento solar como si fueran cuerdas y como si los iones en movimiento fuesen cuentas engarzadas en ellas. Una "cuenta" ensartada en una línea de campo solar deberá permanecer siempre en esa línea de campo y, excepto que otras líneas de campo de diferentes fuentes se entrecrucen con ella, nunca estará en una línea conectada con la Tierra. Los dos plasmas, el de la Tierra y el viento solar, forman dos familias separadas y la magnetopausa es la frontera entre las dos.